# Сан Биаджо ди Калалта
Сан Биа̀джо ди Кала̀лта (на италиански: San Biagio di Callalta; на венециански: San Biasio, Сан Биасио) е град и община в Северна Италия, провинция Тревизо, регион Венето. Разположен е на 10 m надморска височина. Населението на общината е 13 043 души (към 2014 г.).